# Centrum Badań Historycznych Polskiej Akademii Nauk w Berlinie
Centrum Badań Historycznych Polskiej Akademii Nauk w Berlinie (w skrócie: CBH PAN; niem. Zentrum für Historische Forschung Berlin der Polnischen Akademie der Wissenschaften) – jednostka naukowa Polskiej Akademii Nauk (PAN) z siedzibą w Berlinie, utworzona w 2006. Jest jedną z sześciu stacji naukowych PAN za granicą, obok placówek w Brukseli, Kijowie, Paryżu, Rzymie i Wiedniu.

## Profil
CBH PAN zajmuje się badaniem i upowszechnianiem wiedzy o stosunkach polsko-niemieckich w kontekście historii i kultury Europy. Realizuje projekty naukowe, popularnonaukowe, dydaktyczne i kulturalne, zarówno samodzielnie, jak i we współpracy z międzynarodowymi partnerami. Upowszechnia je poprzez publikacje, konferencje, seminaria, wystawy i obecność w Internecie. Kładzie nacisk na interdyscyplinarne badania w zakresie nauk humanistycznych i społecznych: historii, historii sztuki, kulturoznawstwa, muzeologii, politologii, socjologii i antropologii kulturowej. W ramach dyplomacji naukowej dąży do umiędzynarodowienia polskiej humanistyki oraz zbliżenia między Polakami a Niemcami.

## Historia i główne projekty

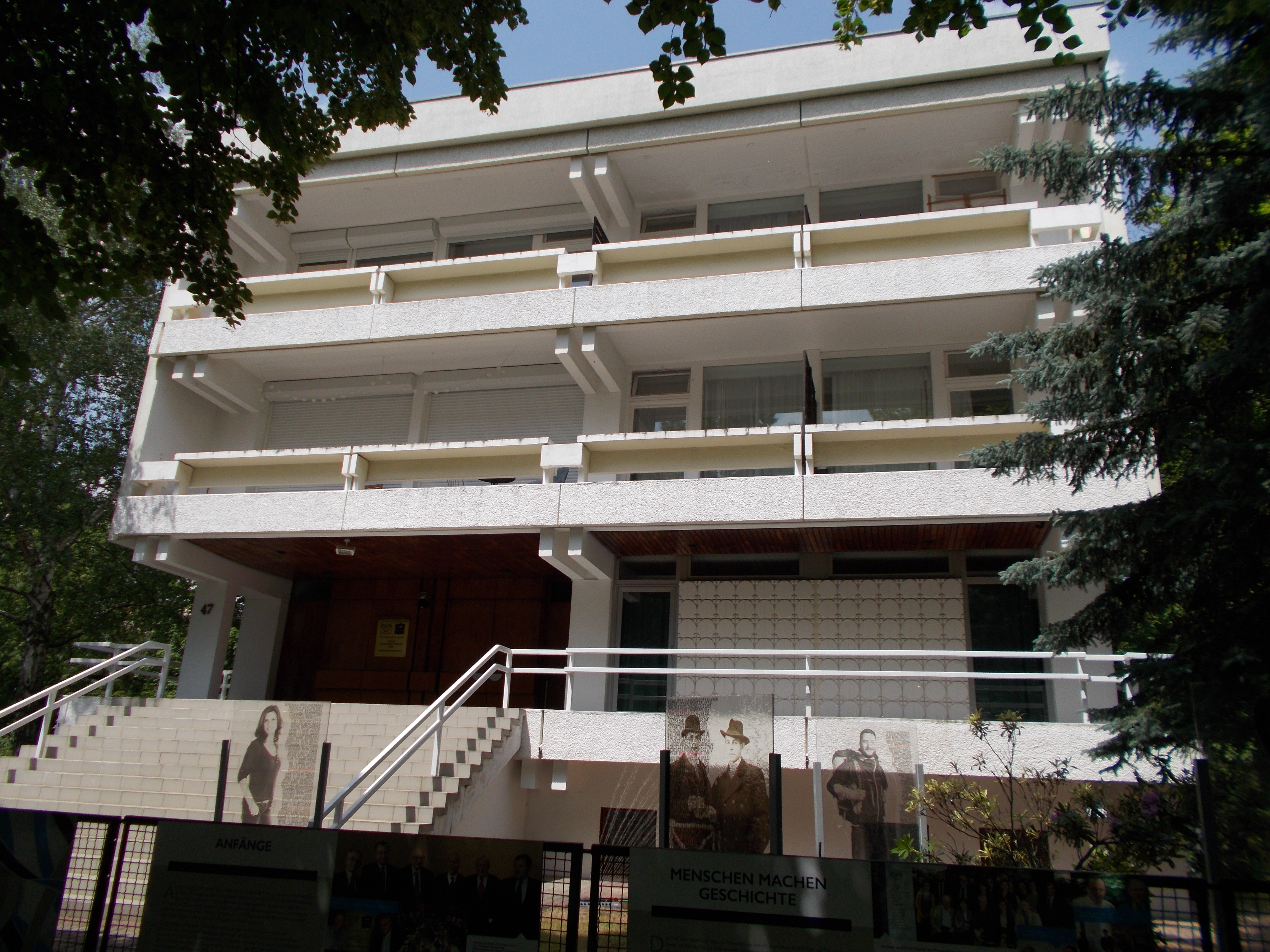
Siedziba CBH PAN w Berlinie

CBH PAN powstało dzięki możliwości szerszej polsko-niemieckiej współpracy naukowej, która pojawiła się wraz z transformacją systemową w Polsce po 1989, zjednoczeniem Niemiec w latach 1989–1990 i podpisaniem polsko-niemieckiego traktatu o dobrym sąsiedztwie w 1991. W 1999 PAN powołała do życia Stację Naukową w Berlinie, a w 2006 przekształciła ją w CBH PAN, którego zadaniem stało się badanie relacji polsko-niemieckich. Idea CBH PAN wzorowana była na Niemieckim Instytucie Historycznym w Warszawie.
W pierwszych latach istnienia CBH PAN zrealizowało projekty, które ugruntowały jego pozycję w berlińskim środowisku naukowym (m.in. My Berlińczycy! Wir Berliner! Polacy w rozwoju Berlina (XVIII–XXI wiek), 2006–2009; „Modi Memorandi”: Interdyscyplinarny leksykon terminów pamięci zbiorowej, 2011–2014; Polsko-niemieckie miejsca pamięci, 2012–2015; Unsettling Remembering and Social Cohesion in Transnational Europe (UNREST) w ramach programu Unii Europejskiej „Horyzont 2020”, 2015–2019).
Od 2008 CBH PAN wspólnie z Ambasadą Polski w Berlinie przyznaje corocznie Naukową Nagrodę Ambasadora RP za najlepsze rozprawy doktorskie i prace magisterskie powstałe na niemieckich uczelniach i poświęcone historii i kulturze Polski oraz relacjom polsko-niemieckim. W 2010 CBH PAN zainicjowało comiesięczne otwarte seminaria z cyklu Klaus Zernack Colloquium, odbywające się każdego roku pod innym hasłem.
CBH PAN jest partnerem Polsko-Niemieckiej Komisji Podręcznikowej, z którą koordynowało prace nad polską i niemiecką wersję podręcznika szkolnego Europa. Nasza Historia/Europa – Unsere Geschichte (2016–2020). Współpracuje też ze Stacją Naukową PAN w Wiedniu przy projektach wydawniczych i Stacją Naukową PAN w Paryżu przy organizacji konferencji.

## Publikacje
Od 2007 CBH PAN wydaje w języku niemieckim rocznik „Historie”, poświęcony historii polsko-niemieckich oddziaływań. Prowadzi też cztery serie wydawnicze: Fokus. Neue Studien zur Geschichte Polens und Osteuropas, Polen in Europa (obie we współpracy z wydawnictwem Brill), Przełomy i ludzie dialogu. Z historii polsko-niemieckiego porozumienia (samodzielnie) oraz Materiały źródłowe i opracowania do dziejów stosunków polsko-niemieckich w epoce nowożytnej i XIX w. (we współpracy z Muzeum Historii Polski w Warszawie). Od 2017 CBH PAN uczestniczy merytorycznie w publikacji czterotomowego akademickiego podręcznika do historii Polski w języku niemieckim Polen in der europäischen Geschichte. Ein Handbuch in vier Bänden (wyd. Hiersemann Verlag).

## Strona edukacyjno-historyczna „CBHist.”
W 2022 CBH PAN uruchomiło edukacyjno-historyczną stronę internetową „CBHist.”, promującą historię Polski wśród niemieckojęzycznych uczniów, studentów i nauczycieli. Strona integruje treści tworzone i współtworzone przez pracowników CBH PAN, w tym e-booki, podcasty, nagrania wideo, opracowania źródeł historycznych i scenariusze lekcyjne do nauki historii.

## Biblioteka
CBH PAN prowadzi w swojej siedzibie bibliotekę liczącą ok. 12.000 książek i czasopism poświęconych historii Polski i Niemiec. Pozycje udostępniane są w ogólnodostępnej czytelni. Katalog biblioteki powiązany jest z systemami bibliotecznymi: polskim MAK+ i niemieckim KOBV.

## Dyrektorzy
- 2006–2018: Robert Traba
- od 2018: Igor Kąkolewski